# Білецький Євген Миколайович (генерал)
Євген Миколайович Білецький (8 грудня 1870, Райгородка, Старобільський повіт — † після 1945) — генерал-хорунжий Армії УНР. Начальник Тилу Армії УНР.

## Життєпис
Народився у м. Райгородок Старобільського повіту Харківської губернії. Сучасне село Райгородка, Щастинського району Луганської області. Походив з дворян.

### В РІА
Закінчив 5-класне Харківське реальне училище, Єлисаветградське кавалерійське училище (1894), вийшов підпрапорщиком до 17-го драгунського Волинського полку.
21 січня 1903 р. у званні поручика був переведений до Окремого корпусу жандармів. Служив на посаді ад'ютанта Ломжинського губернського жандармського управління (Польща). З 6 жовтня 1904 р. — в. о. помічника начальника Єнісейського губернського жандармського управління в Єнісейському повіті. З 29 вересня 1906 р. — помічник начальника Херсонського губернського жандармського управління в Єлисаветградському повіті. З 5 липня 1907 р. — начальник жандармського управління Ломжинського, Мазовецького, Шучинського та Кольненського повітів. З 1 вересня 1910 р. — у розпорядженні начальника Варшавського губернського жандармського управління. З 31 липня 1912 р. — завідувач регістраційного бюро у посаді Чижев. З 6 травня 1915 р. — підполковник. З 30 вересня 1915 р. — у розпорядженні начальника Смоленського губернського жандармського управління. З 18 жовтня 1915 р. — начальник Одеського жандармського управління.

### На службі УНР
У 1917 р. — член Українського Генерального Військового комітету. У 1918–1919 рр. перебував на посаді начальника Херсонської ремонтної комісії з поповнення кінським складом Армії Української Держави, згодом — Дієвої армії УНР.
З 16 квітня 1920 р. — командир Учбового куреня 4-ї запасної бригади у Камянці-Подільському. З 20 вересня 1920 р. — генерал-хорунжий Армії УНР, начальник Тилу Армії УНР.
20 жовтня 1923 р. на чолі групи старшин та козаків Армії УНР виїхав на роботи до цукроварні Бабин Рівненського повіту.
У 1945 р. був схоплений у Польщі радянськими військами. Подальша доля невідома.